# Бельмади, Ясмин
Ясмин Бельмади (фр. Yasmine Belmadi; 26 января 1976, Обервилье, Сена-Сен-Дени, Франция — 18 июля 2009, Париж, Франция) — французский актёр кино и телевидения алжирского происхождения.

## Биография
Ясмин Бельмади родился 26 января 1976 года в Обервилье, что в департаменте Сена-Сен-Дени во Франции. До 2000 года жил со своей бабушкой и сестрой в городе Сен-Дени после чего переехал в Париж.
Бельмади начал свою актёрскую карьеру в 1998 году ролью молодого гомосексуалиста в короткометражном фильме «Открытые тела» Себастьена Лифшица. Фильм имел положительные отзывы критиков и получил в 1998 году две награды: Приз Kodak на Берлинском международном кинофестивале и Приз Жана Виго за лучший короткометражный фильм. Среди других известных фильмов с участием Бельмади — «Криминальные любовники» (1999) Франсуа Озона, «Безумие» (2004) Себастьена Лифшица и «Высшая школа» (2003) Юмбера Бальсана.
В 2009 году Ясмин Бельмади сыграл главную роль в ленте Нассима Амауша «Прощай, Гари», которая получила Гран-при Недели критиков на 62-м Каннском международном кинофестивале 2009 года. «Прощай, Гарри» вышел на экраны Франции 22 июля 2009 года, через четыре дня после смерти Бельмади. Последнюю роль Бельмади сыграл в сериале телеканала Canal+ «Ночной Пигаль», закончив съёмки 17 июля 2009 года за день до своей смерти.

## Смерть
18 июля 2009 года Ясмин Бельмади возвращался домой на скутере после съёмок в сериале «Ночной Пигаль». В 6 утра актёр, выбрасывая сигарету, не справился с управлением и столкнулся с фонарным столбом на пересечении Пон-де-Сюлли и бульвара Генриха IV в Париже. Бельмади был доставлен в Госпиталь Питье-Сальпетриер, где скончался от полученных травм в возрасте 33 лет.

## Фильмография
| Год       |     | Русское название                                            | Оригинальное название                                            | Роль          |
| --------- | --- | ----------------------------------------------------------- | ---------------------------------------------------------------- | ------------- |
| 1998      | ф   | Открытые тела                                               | Les corps ouverts                                                | Реми          |
| 1999      | ф   | Пассажиры                                                   | Les passagers                                                    | Литани        |
| 1999      | ф   | Криминальные любовники                                      | Les amants criminels                                             | Карим         |
| 1999      | тф  | Холодные земли                                              | Les terres froides                                               | Джамель       |
| 1999      | ф   | Значительный беспорядок                                     | Un dérangement considérable                                      | Джамель       |
| 2001      | ф   | Люди в купальных костюмах не обязательно все легкомысленные | Les gens en maillot de bain ne sont pas (forcément) superficiels | Рафик         |
| 2002—2003 | с   | Сами                                                        | Sami                                                             | Мехди         |
| 2002      | тф  | Сами, пешка                                                 | Sami, le pion                                                    | Мехди         |
| 2003      | ф   | Ох уж эти дочери!                                           | Filles uniques                                                   | молодой араб  |
| 2003      | ф   | Кто убил Бэмби?                                             | Qui a ai tué Bambi?                                              | Сами          |
| 2003      | ф   | Высшая школа                                                | Grande école                                                     | Рабочий 1     |
| 2004      | кор | Другим боком                                                | De l'autre côté                                                  |               |
| 2004      | ф   | Безумие                                                     | Wild Side                                                        | Джамель       |
| 2005      | кор | Утром                                                       | Au petit matin                                                   | Иамин         |
| 2006      | ф   | Французский флаг с арабским оттенком                        | Beur blanc rouge                                                 | Брагим        |
| 2007      | с   | Община                                                      | La commune                                                       | Фейсал Наджар |
| 2008      | ф   | Виновата                                                    | Coupable                                                         | Мерсье        |
| 2009      | ф   | Прощай, Гари                                                | Adieu Gary                                                       | Самир         |
| 2009      | с   | Ночной Пигаль                                               | Pigalle, la nuit                                                 | Джамиль       |